# Micronautes
Les Micronautes sont une ligne de jouets créés par la société japonaise Takara en collaboration avec la société Mego en 1977. Ce fut un grand succès commercial et cela amena la création d'un comics publié par Marvel Comics et intitulé The Micronauts dont le principal scénariste fut Bill Mantlo.

## Ligne de jouets
Les Micronautes sont à l'origine une création de la société japonaise Takara. La série de figurine s'appelle alors Microman. Pour pouvoir se développer, Toymake Takara s'associe avec la société Mego. L'accord est vite signé et Mego produit une ligne complète de figurines à partir de 1977. Aucune histoire n'est alors associée à ces jouets. C'est lorsque'une seconde série de figurine est proposée qu'un récit y est joint. Le succès de la ligne est exceptionnel pour la société Mego puisqu'elle apporte 32 millions de recettes alors que le chiffre d'affaires est de 110 millions. En volume, les Micronautes représentent 1/3 des ventes des figurines produites par Mego. Cependant, Mego arrête la production des Micronautes en 1981. Dans les années qui suivent, la série est plusieurs fois relancée.

## Comics
En 1979, Marvel Comics achète les droits des Micronautes et publie une série de comics scénarisé par Bill Mantlo et dessiné par Michael Golden. C'est Bill Mantlo qui, après avoir vu la ligne de jouets dans un magasin, convainc le responsable éditorial de Marvel, Jim Shooter de faire cet achat et de le laisser créer le nouveau comics.
Marvel a publié deux séries de Micronautes, principalement écrites par Bill Mantlo, jusqu'en 1986, bien après l'arrêt de la gamme de jouets en 1980. 
La première série des Micronautes s'est déroulée de janvier 1979 à août 1984 et comprenait 59 numéros et deux Annuals. La série a été écrite par Bill Mantlo et illustrée par Michael Golden,. Parmi les autres artistes de la série figuraient Howard Chaykin, Steve Ditko, Rich Buckler, Pat Broderick (en), Val Mayerik (en), Keith Giffen, Greg LaRocque (en), Gil Kane, Luke McDonnell (en), Mike Vosburg (en), Butch Guice et Kelley Jones. Micronautes, avec Moon Knight et Ka-Zar, est devenue l'une des premières séries continues de Marvel à être distribuée exclusivement dans les magasins de bandes dessinées à partir du numéro 38 (février 1982).
La série limitée de cinq numéros de l'édition spéciale Micronautes (décembre 1983-avril 1984) a réimprimé les numéros 1 à 12 et un article de sauvegarde du numéro 25. La série limitée de quatre numéros de X-Men et Micronautes (janvier 1984-avril 1984) a été co-écrite par Mantlo et Chris Claremont et dessinée par Butch Guice.
Le deuxième volume des « Micronautes », sous-titré « The New Voyages », a été publié d'octobre 1984 à mai 1986 et a compté 20 numéros. La série a été écrite par Peter B. Gillis (en) et comportait des illustrations de début de carrière de Kelley Jones. Après cette série, la licence Marvel a expiré.
les années 2000, Image Comics et Devil's Due Publishing ont chacune brièvement publié leur propre série de Micronautes. Byron Preiss Visual Publications a également publié trois romans de poche basés sur les Micronautes. En 2016, IDW Publishing a publié une nouvelle série de bandes dessinées. En mai 2023, Marvel a racheté les droits de licence pour publier The Micronauts.

### Histoire fictive
Les Micronautes raconte l'histoire du commandant Acturus Rann qui lutte contre le Baron Karza, aidé par la princesse Marionette, l'insectoïde Bug, le guerrier Acroyear et les deux robots Biotron et Microtron. Ils fuient leur monde et atterrissent involontairement sur Terre où ils ont une taille microscopique. Ils vont essayer de revenir dans leur univers et combattre le Baron.